# Ekateríni Thánou
Ekateríni (« Katerina ») Thánou (en grec moderne : Αικατερίνη Θάνου), née le 1er février 1975 à Athènes, est une athlète grecque, évoluant sur le sprint.

## Carrière sportive
Après être apparue aux mondiaux junior de 1994, elle participe à ses premiers grands championnats aux mondiaux de Göteborg, elle échoue de peu en demi-finale. Lors des mondiaux suivant qui se déroulent chez elle à Athènes, elle reste de nouveau au stade des demi-finales. Elle remporte ensuite une médaille de bronze aux Championnats d'Europe d'athlétisme 1998 de Budapest.
En 1999, elle devient championne du monde en salle sur 60 mètres avant de remporte une médaille de bronze lors des Championnats du monde d'athlétisme 1999 de Séville. Elle remporte ensuite son deuxième titre européen en salle avant de disputer les Jeux olympiques 2000 à Sydney. Malgré des blessures à répétition, elle remporte toutefois une médaille d'argent derrière Marion Jones. Toutefois, à la suite de l'aveu de dopage de l'Américaine en octobre 2007, la médaille d'or pourrait finir par échoir à Ekateríni Thánou, le CIO ayant proposé à Thanou de lui attribuer cette médaille d'or si elle reconnaissait son propre dopage en 2004 (cf. infra), négociation qui est refusée par la Grecque en juillet 2009.
Après une nouvelle médaille de bronze lors des Championnats du monde d'athlétisme 2001 de Edmonton, elle remporte le titre titre européen 2002 de Munich. Par contre elle ne finit que 5e l'année suivante aux mondiaux de Paris.
En 2004, les rumeurs de dopage qui existaient sur elle et son compagnon d'entraînement Konstadínos Kedéris prennent un tour nouveau à la veille de l'ouverture des Jeux olympiques d'été de 2004. Ils sont empêchés de se présenter à un contrôle antidopage inopiné par un faux accident de moto. Cet incident, qui fait suite à deux « no show », non présentation à un contrôle inopiné, en juillet à Tel Aviv, puis à Chicago. Afin de ne pas être officiellement suspendus, et après avoir été entendus par la commission de discipline du CIO, composée de Thomas Bach, Denis Oswald et Sergueï Bubka, ils décident de renoncer aux Jeux.
Depuis, la Fédération grecque d'athlétisme a innocenté Kederis et Thanou et ce malgré le fait qu'une instruction judiciaire soit menée pour avoir fait obstacle à trois contrôles antidopage. À la suite de cette décision, l'IAAF a décidé de faire appel auprès du Tribunal arbitral du sport.
Le 2 mai 2010, Ekateríni Thánou a annoncé lors d'une interview à la télévision grecque qu'elle mettait un terme à sa carrière.
Le 10 mai 2011, elle a été condamnée à 31 mois de prison avec sursis pour avoir organisé son faux accident de moto pour échapper au test antidopage en 2004. Elle est blanchie en appel le 6 septembre 2011, la cause évoquée étant une absence de preuves.

## Palmarès
| Date | Compétition                    | Lieu       | Résultat | Épreuve   | Temps   |
| ---- | ------------------------------ | ---------- | -------- | --------- | ------- |
| 1995 | Universiade                    | Fukuoka    | 2e       | 100 m     | 11 s 30 |
| 1996 | Championnats d'Europe en salle | Stockholm  | 1re      | 60 m      | 7 s 15  |
| 1997 | Universiade                    | Catane     | 1re      | 100 m     | 11 s 20 |
| 1998 | Championnats d'Europe en salle | Valence    | 4e       | 60 m      | 7 s 23  |
| 1998 | Championnats d'Europe          | Budapest   | 3e       | 100 m     | 10 s 87 |
| 1998 | Championnats d'Europe          | Budapest   | 5e       | 4 x 100 m | 44 s 01 |
| 1999 | Championnats du monde en salle | Maebashi   | 1re      | 60 m      | 6 s 96  |
| 1999 | Championnats du monde          | Séville    | 3e       | 100 m     | 10 s 84 |
| 2000 | Championnats d'Europe en salle | Gand       | 1re      | 60 m      | 7 s 05  |
| 2000 | Jeux olympiques                | Sydney     | 2e       | 100 m     | 11 s 12 |
| 2001 | Championnats du monde          | Edmonton   | 2e       | 100 m     | 10 s 91 |
| 2001 | Championnats du monde          | Edmonton   | 6e       | 4 x 100 m | 43 s 25 |
| 2002 | Championnats d'Europe          | Munich     | 1re      | 100 m     | 11 s 10 |
| 2003 | Championnats du monde          | Paris      | 3e       | 100 m     | 11 s 03 |
| 2007 | Championnats d'Europe en salle | Birmingham | 6e       | 60 m      | 7 s 26  |